# Buheung-dong, Anyang
Buheung-dong (부흥동, 復興洞) là phường của quận Dongan trong thành phố Anyang, tỉnh Gyeonggi, Hàn Quốc.

## Liên kết
- Buheung-dong Lưu trữ ngày 18 tháng 2 năm 2014 tại Wayback Machine (tiếng Hàn)